# Звучна баријера (изолација)
Звучна баријера или акустични екран је спољашња структура која служи као звучна заштита. Постављена поред инфраструктуре близу насеља и комуналне буке, баријера смањује буку и тиме штити насеља и околна места. Баријера се такође може изградити поред:
- Великих путева и аутопутева
- Железничких пруга
- Аеродрома
- Бучних индустрија

## Улога
Улога звучних баријера је да смање буку произвведене од стране бучних предмета. Бука је сматрана као извор стреса, проблема са спавањем и здравствених проблема. Звучна баријера је изграђена од метала, бетона или природног материјала као на пример вегетативни брег. Висина ових зидова износи два метра.
Током великог промета, бука на аутопуту може достици и до 80дБ. 
Захваљујући зиду бука може бити смањена од -3дБ(А) до -6дБ(А).

## Изградња
Звучна баријера може бити изграђена од:
- Метала
- Бетона
- Цигле
- Камена
- Дрвета
- Тврде пластике или плексигласа

Неке баријере се користе као држачи соларних панела и тако имају двоструку улогу.